# تسرشنووو
تسرشنووو (به بلغاری: Tsreshnovo) یک منطقهٔ مسکونی در بلغارستان است که در شهرستان کیوستندیل واقع شده‌است.